# Клодин Пикарде
Клодин Пикарде (фр. Claudine Picardet; рођена Пуле, касније Гитон де Морво) (Дижон, 7. август 1735 — Париз, 4. октобар 1820) је била хемичар, минералог, метеоролог и научни преводилац. Међу француским хемичарима с краја осамнаестог века она се истиче по својим обимним преводима научне литературе са шведског, енглеског, немачког и италијанског на француски. Превела је три књиге и хиљаде страница научних радова, који су објављени и дистрибуирани у облику рукописа. Водила је реномиране научне и књижевне салоне у Дижону и Паризу, била је активан учесник у прикупљању метеоролошких података. Помогла је да се Дижон и Париз успоставе као научни центри, значајно доприневши ширењу научног знања током критичног периода у хемијској револуцији.

## Биографија
Клодин Пуле је рођена у Дижону, а умрла у Паризу. Била је најстарија ћерка краљевског бележника Франсоа Пуле де Шамплевија. Године 1755, Пулеова се удала за Клода Пикардеа, адвоката. Клод Пикарде је служио као саветник Table de marbre, а касније је био члан Краљевске академије наука, уметности и лепе књижевности у Дижону. То јој је омогућило широк улаз у научне, буржоазијске и кругове високог друштва. Похађала је предавања и демонстрације и постала активна као научник, организатор књижевних салона и преводилац. У почетку је објављивала као "Mme P*** de Dijon". Пар је имао једног сина, који је умро 1776. године са 19 година.
Након што је 1796. постала удовица, преселила се у Париз. Године 1798. удала се за Луја-Бернара Гитона де Морвоа, дугогодишњег блиског пријатеља и научног колегу. Гитон де Морво је служио као заменик у Савету пет стотина и био је директор и професор хемије на Политехничкој школи у Паризу. Наставила је са преводилачким и научним радом и била домаћин елитног научног салона. Током Наполеонове владавине, била је стилизована као бароница Гитон-Морво.
“Госпођа Пикарде је пријатна у разговору колико је и учена; веома пријатна жена; са немачког је превела Шелеа, а са енглеског део г. Кирвана; благо за господина де Морвоа, јер она може и вољна је да разговара са њим о хемијским темама, као и о многим другим.”
Мало се зна о њој између смрти њеног другог мужа 1816. и њене сопствене 1820. године.

## Преводи
Клодин Пикарде је превела хиљаде страница научних радова, од којих су многи чланци водећих научника тог времена, са више језика, за објављивање на француском. Њен рад се може посматрати у контексту промена у природи научног превођења, удаљавање од рада „усамљених преводилаца”. ‍:125
Гитон де Морво је предводио групу преводилаца на Дижонској академији, Bureau de traduction de Dijon, као одговор на захтев за благовременим потпуним преводима страних научних текстова, посебно из области хемије и минералогије. Онима који су ангажовани у овом „колективном предузећу“ ‍:125 биле су потребне локалне и међународне везе да би прибавили оригинална штампана дела, као и језичка и научна експертиза да би развили и потврдили тачност  превода. Поред лингвистичког посла превођења, они су изводили лабораторијске експерименте да би поновили експериментална упутства и потврдили уочене резултате. Минералошка запажања о материјалима, као што су боја, мирис и облик кристала, направљена су да би се потврдиле чињеничне информације дате у оригиналном тексту. ‍:122
Група на Дижонској академији одиграла је „пионирску улогу“ ‍:125 у томе да рад страних научника буде доступан у Француској. Неки преводи су објављени у књигама и часописима. Други су циркулисали као копије рукописа у научним и друштвеним круговима. Осим тога, експерименти су презентовани на јавним предавањима и демонстрацијама. Клодин Пикарде је била једини не-академик у групи, једина жена и плоднија од било ког од пола туцета мушкараца који су били укључени. Била је једини преводилац у групи који је радио на пет језика, и једини који је објављивао у часописима поред Annales de chimie et de physique. Annales de chimie et de physique су основали Гитон де Морво, Антоан Лавоазје, Клод Луј Бертоле и други почевши од 1789. Правила редакције су од јануара 1789. године наводила да преводиоци буду плаћени упоредиво са ауторима. ‍:132
Неки каснији писци, почевши са „чудном некрологом“ ‍:129 Клода-Николаса Амантона, дали су Гитону де Морвоу и другима у групи заслуге за рад Пикардеове. Научник Патрис Брет описује ово као мизогину и „метафоричну причу“, којој се супротстављају атрибуције у објављеним радовима и други докази. ‍:129

### Преведена дела
Од 1774. године, на наговор Гитона де Морвоа, Пикардеова је преводила дело Џона Хила: Spatogenesia: the Origin and Nature of Spar; Its Qualities and Uses (енглески, 1772) за објављивање у Journal of PhysicsЖан-Андре Монгеза. ‍:129 Постала је истакнути сарадник Монгезовог часописа, иако је њене ране публикације идентификују само као гђа. П или "Г-ђа П*** из Дижона". Од 1782, писма Гитона де Морвоа ‍:124 указују да је Клодин Пикарде преводила дела са енглеског, шведског, немачког и италијанског на француски. ‍:129
Пикардеова је створила прву објављену збирку хемијских есеја Карла Вилхелма Шелеа, преведену из радова на шведском и немачком, као Mémoires de chymie de M. C. W. Scheele, у два тома (француски, 1785). Г-ђа. Пикарде је заслужна за то што је Шелеов рад о кисеонику довео до сазнања научника у Француској. Пикардеова је јавно идентификована као преводилац, по први пут, у рецензији књиге Жерома Лаланда која се појавила у Journal des sçavans јула 1786.
Клодин Пикарде је написала први превод дела Абрахама Готлоба Вернера из 1774. Von den äusserlichen Kennzeichen der Fossilien (О спољашњим карактерима фосила, или минерала; Немачка, 1774), Вернеров главни рад; био је то први модерни уџбеник о дескриптивној минералогији, који је развио свеобухватну шему боја за опис и класификацију минерала. Њен превод, Traité des caractères extérieurs des fossiles, traduit de l'allemand de M. A. G. Werner (Трактат о спољашњим карактеристикама фосила) је коначно објављен у Дижону 1790. године, 'par le traducteur des "Mémoires de chymie" de Scheele.' Пошто је оригинални текст знатно проширен и анотиран, за превод Пикардеове се често сматрало да је представљао ново издање дела.
У оба ова превода јасно су идентификовани доприноси других аутора (као што су напомене). ‍:129
Хемичар и историчар науке Џејмс Р. Партингтон приписује Пикардеовој већи део француског превода прва два тома шестотомне књиге Торберна Олофа Бергмана Opuscula physica et chemica (латински, 1779–1790). Објављено под насловом Opuscules chymiques et physiques de M. T. Bergman (Дижон, 1780–1785), углавном се приписује Гитону де Морвоу. На основу писама између Гитона де Морвоа и Бергмана, Партингтон сугерише да су Пикардеова и други помогли у превођењу Бергманових дела, а да им се не приписују заслуге. ‍:46 
Г-ђи Пикарде се различито приписује да је инспирисала и можда помогла у писању превода и критике Есеја о Флогистону Ричарда Кирвана из 1787. године од стране госпође Лавоазије. Превела је неке од Кирванових радова. ‍:19
Клодин Пикарде је преводила научне радове са шведског (Шеле, Бергман), немачког (Јохан Кристијан Виглеб, Јохан Фридрих Веструмб, Јохан Карл Фридрих Мајер, Мартин Хајнрих Клапрот), енглеског (Ричард Кирван, Вилијам Фордајс), италијанског (Марсилио Ландријани) и могуће латинског (Бергман). Иако је најчешће преводила дела из хемије и минералогије, превела је и нека метеоролошка дела. То укључује „Observationes astron. annis 1781, 82, 83 institutæ in observatorio regio Havniensi“ (1784), који извештава о астрономским запажањима географске дужине Марсовог чвора, које је у децембру 1783. направио Томас Баг. Њен превод је објављен као „Observations de la longitude du nœud de Mars faite en Décembre 1873, par M. Bugge“ у Journal des savants (1787).

## Научни рад
Пикардеова је похађала Морвоове курсеве хемије и проучавала минерале у колекцији Академије у Дижону. Са Гитоном де Морвоом и другим члановима Bureau de traduction de Dijon изводила је хемијске експерименте и минералошка запажања како би потврдила садржај дела која су преводили. У „Огласу преводиоца“ за Вернерову расправу о минералима јасно стоји да је она била вешта у лабораторијским и кабинетским посматрањима. Чак је развила сопствене термине на француском, на основу својих директних запажања минерала, како би ухватила Вернерове неологизме. ‍:141
Пикардеова је такође била активна у мрежи Антоана Лавоазијеа за прикупљање метеоролошких података. Још од 1785. свакодневно је водила барометријска посматрања инструментом са Академије у Дижону. Пикардеова је послала је своје резултате Лавоазијеу и они су представљени Краљевској академији наука у Паризу.

## Портрет
Још 1782, Гитон де Морво је предложио систематски приступ хемијској номенклатури у којој су једноставне супстанце добијале једноставна имена која указују на њихову хемијску структуру, као што су водоник и кисеоник. Једињења су добила имена која указују на њихове саставне делове, као што су натријум хлорид и гвожђе сулфат. Од 1786. до 1787. Гитон де Морво, Антоан Лавоазије, Клод-Луј Бертоле и Антоан Франсоа Фуркроа састајали су се скоро свакодневно, интензивно радећи на писању „Метода хемијске номенклатуре“, за шта су намеравали да буде потпуна и дефинитивна реформа назива у неорганској хемији“. Верује се да слика Лавоазијеа са коауторима Méthode de nomenclature chimique укључује обе госпође, Лавоазје и  Пикарде. Г-ђа. Лавоазије стоји са леве стране групе. Верује се да је жена поред ње Г-ђа. Пикарде, држи књигу која је симбол њеног рада као преводиоца.

## Утицај
Захваљујући раду и Клодин Пикарде и њеног другог мужа Луја-Бернара Гитона де Морвоа, Дижон је међународно признат као научни центар. Као један од два најплоднија преводиоца у хемији током 1780-их, мадам Пикарде је повећала доступност хемијског знања у кључном тренутку током хемијске револуције, посебно знања о солима и минералима. Њене активности су подржале издавање специјализованих научних часописа и помогле у успостављању употребе уређивачких карактеристика као што је датум првог објављивања. Вредност њеног преводилачког рада препознали су научници њеног времена како на националном, тако и на међународном нивоу.